# Melanella alba
Melanella alba är en snäckart som först beskrevs av Da Costa 1778.  Melanella alba ingår i släktet Melanella, och familjen Eulimidae. Enligt den svenska rödlistan är arten otillräckligt studerad i Sverige. Arten förekommer i Götaland. Artens livsmiljö är havet.